# Équipe de Maurice de football
Vous lisez un « bon article » labellisé en 2014.
Cet article traite de l'équipe masculine. Pour l'équipe féminine, voir Équipe de Maurice féminine de football.
Maillots
L'équipe de Maurice de football est la sélection de joueurs de football mauriciens représentant le pays lors des compétitions internationales sous l'égide de la Fédération de Maurice de football. Ses joueurs sont surnommés les « Dodos », du nom de l'oiseau emblématique du pays aujourd'hui disparu.
L'équipe nationale dispute la première rencontre de son histoire en 1947 face à La Réunion, match remporté sur le score de deux buts à un. À la suite de l'affiliation de la fédération à la Confédération africaine de football en 1963 puis à la FIFA en 1964, la sélection s'engage pour la première fois dans les éliminatoires d'une Coupe d'Afrique des nations en 1968 et dispute ses premières qualifications à une phase finale de Coupe du monde en 1972.
Elle compte à son palmarès une participation à une phase finale de la Coupe d'Afrique des nations en 1974 et deux victoires aux Jeux des îles de l'océan Indien en 1985 et 2003. Elle est également finaliste de cette compétition en 1990 et en 2011.
Le « Club M », son autre surnom sur l'île, dispute ses rencontres à domicile au Stade George-V, stade de 6 200 places, construit en 1955 et modernisé en 2003, situé à Curepipe. Les Mauriciens ont terminé l'année 2015 au 174e rang mondial selon le classement FIFA et au 49e rang de la Confédération africaine de football.
L'équipe est dirigée, du printemps 2016 à juillet 2017, par le Belge Joe Tshupula. C'est le Brésilien Francisco Filho qui lui succède.

## Histoire

### Création de l'équipe et tournois triangulaires (1947-1963)
L'île Maurice connaît au début du XXe siècle un rapide développement du mouvement sportif grâce à l'apport des Britanniques. Le football devient le sport numéro un de l'île et des rencontres avec l'île de La Réunion sont projetées. Après des échecs en 1925 et 1929, les premières confrontations inter îles ont lieu en janvier 1932 au stade vélodrome de Curepipe. En août 1933, les Mauriciens se rendent à leur tour à La Réunion et l'emportent sur le score de quatre buts à un. Ces rencontres entre les deux îles se poursuivent les années suivantes et, un tournoi triangulaire avec l'île de Madagascar est également programmé en 1938 mais les Malgaches déclarent forfait au dernier moment. Toutes les manifestations sportives s'interrompent au déclenchement de la Seconde Guerre mondiale.
La sélection mauricienne joue officiellement le premier match de son histoire en 1947 contre l'équipe de La Réunion, à l'occasion du tournoi triangulaire réunissant Maurice, La Réunion et Madagascar organisé dans la capitale malgache, Antananarivo. Les Mauriciens remportent le tournoi en s'imposant quatre buts à deux sur La Réunion et deux buts à un sur Madagascar. La sélection domine cette compétition lors des huit premiers tournois et remporte en 1950, face à La Réunion, la plus large victoire de son histoire sur le score de quinze buts à deux. L'équipe reste invaincue jusqu'au neuvième tournoi, disputé en juin 1955, où elle subit sa première défaite face à Madagascar deux buts à un.
À cette période, des rencontres non officielles sont également disputées, notamment contre la sélection du Natal, en 1951 et 1955, l'équipe de France universitaire, en 1953, le club mozambicain du Grupo Desportivo de Lourenço Marques, en 1952, et les clubs anglais de Burnley FC, en 1954, et du Wanderers FC en 1957. Mécontents de l'arbitrage lors de l'édition 1958 du tournoi triangulaire, les Mauriciens sont forfaits en 1959 et restent cinq ans sans disputer la moindre rencontre officielle. La compétition amicale inter-îles est suspendue jusqu'en 1963, quand une nouvelle édition est organisée à Madagascar. C'est l'occasion pour les Mauriciens de retrouver les terrains, mais le match Madagascar-Maurice est interrompu à cause d'incidents. Le tournoi ne sera plus organisé, les Mauriciens refusant de jouer de nouveau contre les Malgaches. En treize participations, la sélection mauricienne aura remporté le tournoi à dix reprises.

### Des débuts internationaux à la participation à la Coupe d'Afrique des nations 1974
La Fédération de Maurice de football, fondée en 1952, s'affilie à la Confédération africaine de football en 1963 puis à la FIFA en 1964. En août 1967, l'île Maurice dispute pour la première fois les éliminatoires pour la Coupe d'Afrique des nations 1968. Opposée au premier tour du groupe 6 à la Tanzanie, elle se voit éliminée à ce stade de la compétition sur le score de deux buts à un sur les deux matchs. En novembre 1968, c'est en tant que nation indépendante que l'équipe dispute les éliminatoires de la Coupe d'Afrique des nations 1970. Elle est éliminée dès le premier tour des qualifications par la Zambie. L'équipe parvient à obtenir le match nul deux buts partout à Lusaka mais s'incline ensuite à domicile sur le score de trois buts à deux.
Lors des éliminatoires de la Coupe d'Afrique des nations 1972, l'île Maurice remporte sa première rencontre en match officiel en battant, lors du match retour, Madagascar sur le score de quatre buts à un. Au tour suivant, les Mauriciens sont éliminés par le Kenya, deux buts à un sur les deux rencontres. L'équipe dispute ensuite les éliminatoires des Jeux africains en novembre 1972 à Dar es Salaam, en Tanzanie. La sélection mauricienne s'incline quatre buts à un face au pays hôte lors du premier match puis l'emporte face au Lesotho sur le score de quatre buts à trois. Deuxième du tournoi, elle ne se qualifie pas pour les phases finales de la compétition. Un mois plus tard, les Mauriciens disputent leurs premiers éliminatoires de la Coupe du monde. Qualifiés pour le deuxième tour du groupe C à la suite du forfait de Madagascar, la sélection nationale s'y incline face au Kenya, sur le score de cinq buts à trois sur les deux matchs.
La sélection mauricienne débute les phases de qualifications pour la Coupe d'Afrique des nations 1974, le 16 septembre 1973, par un déplacement sur le terrain du Lesotho. Après un match nul et vierge chez leurs adversaires, les « Dodos » s'imposent cinq buts à un à domicile. Au second et dernier tour, la sélection se retrouve opposée à la Tanzanie. Les deux équipes se séparent sur un match nul un but partout au match aller disputé en Tanzanie puis, au match retour, les Mauriciens parviennent à se qualifier en l'emportant quatre buts à trois lors de la séance des tirs au but, après un match nul zéro but partout dans le temps règlementaire,.
Placé dans le groupe B, le « Club M » dispute son premier match de la compétition le 3 mars 1974 au stade d'Alexandrie, en Égypte, devant 5 000 spectateurs. Les Mauriciens s'inclinent sur le score de deux buts à zéro face au Congo. Deux jours plus tard, l'équipe rencontre la Guinée à Damanhur. Malgré un but de l'attaquant Dany Imbert, les Mauriciens s'inclinent sur le score de deux buts à un. Pour son troisième et dernier match de groupe, la sélection est battue quatre buts à un par les Zaïrois, futurs vainqueurs de l'épreuve, l'unique but mauricien étant encore inscrit par Dany Imbert. Même si Maurice termine dernier de son groupe avec zéro point et deux buts inscrits pour huit encaissés, le sélectionneur Mohammad Anwar Elahee se souvient de cette compétition comme « une expérience inoubliable pour nous tous ».

### Désillusions continentales et succès aux Jeux des îles de l'océan Indien (1975-2003)
La sélection mauricienne dispute pour la première fois les éliminatoires des Jeux olympiques en mai 1975. L'équipe est éliminée dès le premier tour par la Zambie, en encaissant neuf buts sur les deux matchs sans en marquer aucun. Quatre mois plus tard, l'équipe est éliminée dès le premier tour des qualifications pour la Coupe d'Afrique des nations 1976 par l'Ouganda. Lors de la phase de qualification suivante, l'équipe bat au tour préliminaire le Malawi puis s'incline, au premier tour, face à l'Éthiopie. Elle est éliminée au même stade de la compétition lors des phases de qualifications suivantes.
Le « club M » dispute ensuite les premiers Jeux des îles de l'océan Indien en 1979. La sélection bat les Comores à deux reprises puis s'incline aux tirs au but, après un match nul un but partout, face aux Seychelles. Elle ne dispute pas ensuite le match pour la troisième place de la compétition, officiellement en raison de problèmes de transports, ce forfait est également lié au sentiment d'injustice de la défaite en demi-finale, trois buts ayant été refusés aux Mauriciens. Troisième de la Coupe de l'Océan indien disputée en 1981, la sélection mauricienne remporte en 1982 le Tournoi de l'Océan Indien organisé par La Réunion, son premier trophée depuis les tournois triangulaires.

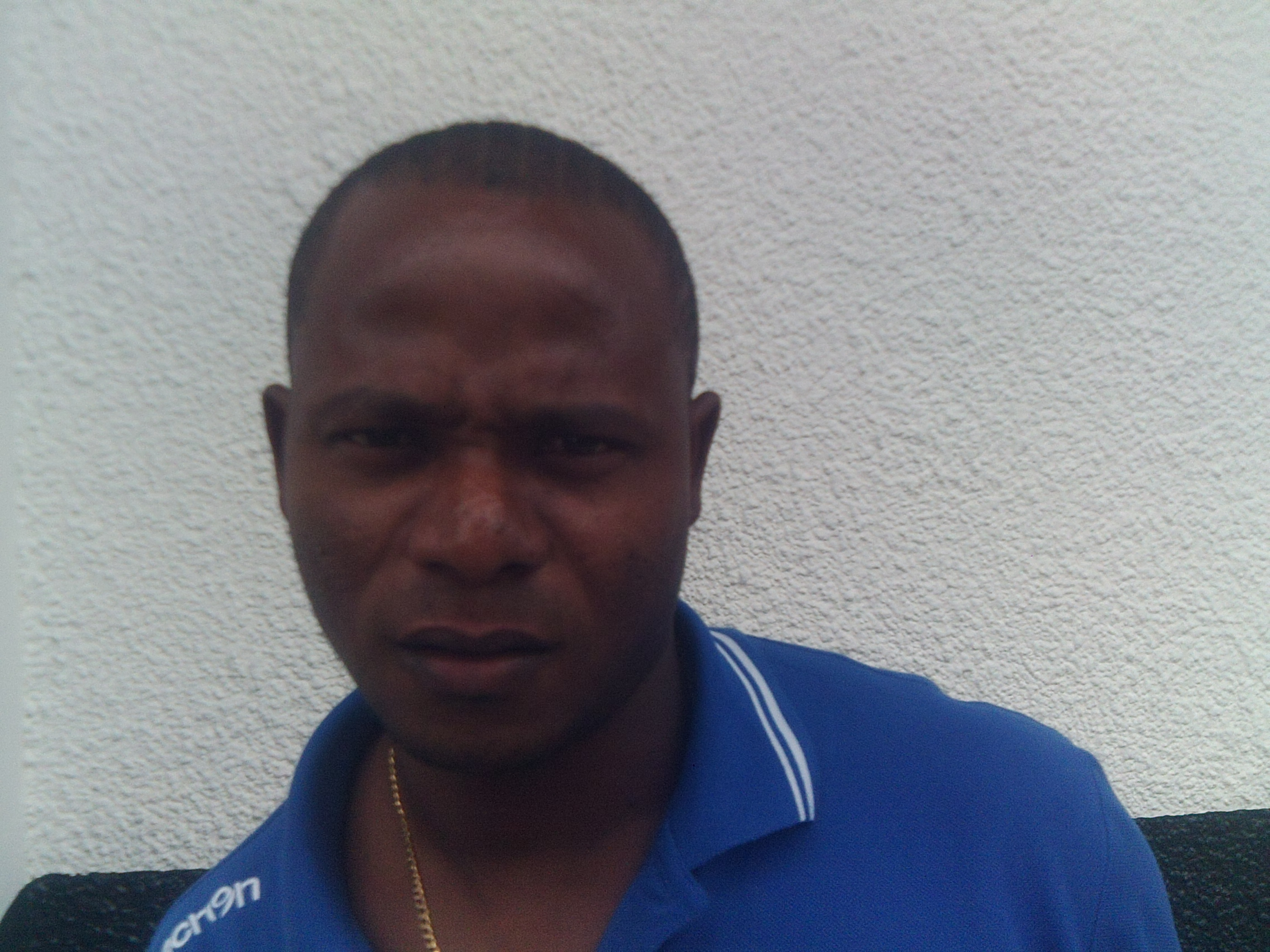
Jimmy Cundassamy est le joueur le plus capé de l'histoire de la sélection mauricienne.

Après une troisième place dans le deuxième Tournoi de l'Océan Indien disputé en 1983, Maurice connait, en 1985, le plus grand succès de son histoire depuis sa qualification à la CAN 1974, lors des deuxièmes Jeux des îles de l'océan Indien organisés sur son sol. Premier du Groupe 1 après deux succès trois buts à un face aux Seychelles et à Madagascar, le « Club M » retrouve en finale La Réunion. Les Mauriciens l'emportent quatre tirs au but à deux après un match nul quatre buts partout. Le gardien Désiré L'Enclume est un des héros de la rencontre grâce à ses arrêts décisifs. Devant les manifestations de joies de la population, les journalistes locaux parlent de cet évènement comme celui de la « naissance d'une nation mauricienne ».
Éliminée dès le premier tour des qualifications de la Coupe d'Afrique des nations, de la COSAFA Cup et de la Coupe du monde, la sélection mauricienne s'incline lourdement en finale des Jeux des îles de l'océan Indien 1990 face à son rival malgache sur le score de cinq buts à un. Lors de l'édition suivante de cette compétition, elle termine troisième en battant six buts à deux les Seychelles. Quatrième des Jeux en 1998, le « Club M » remporte son deuxième succès dans la compétition lors de l'édition suivante, organisée à domicile, en 2003. L'équipe bat en finale La Réunion grâce à deux buts de Jimmy Cundasamy et de Jean-Marc Ithier. Lors des éliminatoires de la CAN 2000, l'équipe nationale, dirigée par le duo de techniciens mauriciens Rajen Dorasami et France L'Aiguille, réalise son meilleur parcours depuis la CAN 1974. Troisième du groupe 4 à quatre points du deuxième qualifié, elle tient en échec l'Afrique du Sud et le Gabon à domicile et bat l'Angola à l'extérieur. Elle passe alors du 157e rang du classement FIFA au 116e. Aux éliminatoires suivants, les « Dodos » atteignent également la phase de poule après une victoire au premier tour face à la Tanzanie. La sélection termine ensuite dernière du groupe 2 avec deux points, deux matchs nuls face à l'Afrique du Sud à domicile et face au Congo à l'extérieur.

### Les années 2000
L'équipe mauricienne connaît les années suivantes des éliminations précoces dans toutes les compétitions continentales disputées. Elle s'incline ainsi sur le score de sept buts à zéro face au voisin seychellois dans le cadre de la Coupe COSAFA 2008. Puis elle perd à domicile, quatre buts à un, face à la Tanzanie un match comptant pour les qualifications de la Coupe du monde 2010. Lors des qualifications à la Coupe d'Afrique des nations 2012, cette période d'insuccès continue. L'équipe mauricienne perd toutes ses rencontres et subit de lourdes défaites face au Sénégal, sept buts à zéro, et face au Cameroun, cinq buts à zéro, malgré un score nul et vierge à la mi-temps.
C'est toujours dans le cadre des Jeux des îles de l'Océan indien que le « Club M » réalise ses meilleures performances. Quatrième de la compétition en 2007, l'équipe réalise une longue préparation en vue des Jeux de 2011. Elle s'incline en finale de la compétition face aux Seychelles. Par manque de moyens financiers, la sélection mauricienne doit ensuite déclarer forfait lors des éliminatoires de la coupe du monde de football 2014, la fédération, qui connaît alors des conflits internes, ne pouvant payer les frais du déplacement au Liberia. Lors des qualifications à la Coupe d'Afrique des nations 2015, Maurice est éliminée dès le tour préliminaire par la Mauritanie sur le score de trois buts à zéro sur les deux matchs.
Éliminés de la Coupe COSAFA 2015 dès le premier tour de la compétition, la sélection subit ensuite une lourde défaite, sept buts à un, face au Ghana dans le cadre des qualifications à la Coupe d'Afrique des nations 2017 puis, est éliminée au tour préliminaire du Championnat d'Afrique des nations par l'Afrique du Sud. Maurice dispute ensuite les Jeux des îles de l'océan Indien où elle prend la troisième place de la compétition à la suite d'une victoire trois buts à un face à Madagascar. La sélection connaît ensuite un succès de prestige en battant dans le cadre des éliminatoires de la CAN le Mozambique sur le score d'un but à zéro puis le Rwanda sur le même score.

### Une sélection en net déclin (depuis 2015)
En 2017, la sélection de Maurice échoue lors du tour préliminaire de la CAN 2019 en s'inclinant à l’aller comme au retour face aux Comores. 
Deux ans plus tard, les Jeux des îles sont organisés chez eux, avec pour objectif remporter la médaille d'Or comme en 2003. Akbar Patel décide de sélectionner uniquement des joueurs locaux. Les résultats ne sont pas ceux espérés. Après un nul en ouverture contre les Seychelles (1-1), le Club M frôle l'élimination dès le premier tour lors du deuxième match face à Madagascar. Mais Nazira permet au siens de se qualifier pour les demi-finales. En demi-finale face à Mayotte, Maurice est poussé en prolongation mais arrache la victoire à cinq minutes de la fin grâce à Perticots. En finale, les hommes de Patel retrouvent la Réunion, le même adversaire que lors des Jeux de 2003. Le match est délocalisé à Flacq en raison du mauvais temps à Curepipe. Maurice et Réunion se tiennent en échec durant le temps réglementaire. Aux tirs au but, la Réunion s'impose 1-0 avec cinq penaltys ratés côté mauricien.
Les prochaines échéances ne sont pas au mieux. Sortie dès le tour préliminaire de la Coupe du Monde 2022 par le Mozambique, ils connaîtront le même sort pour les éliminatoires de la CAN 2021, battus par Saô Tomé et Principe.

## Tenues, emblèmes et symbole de l'équipe de Maurice

Armoiries de Maurice
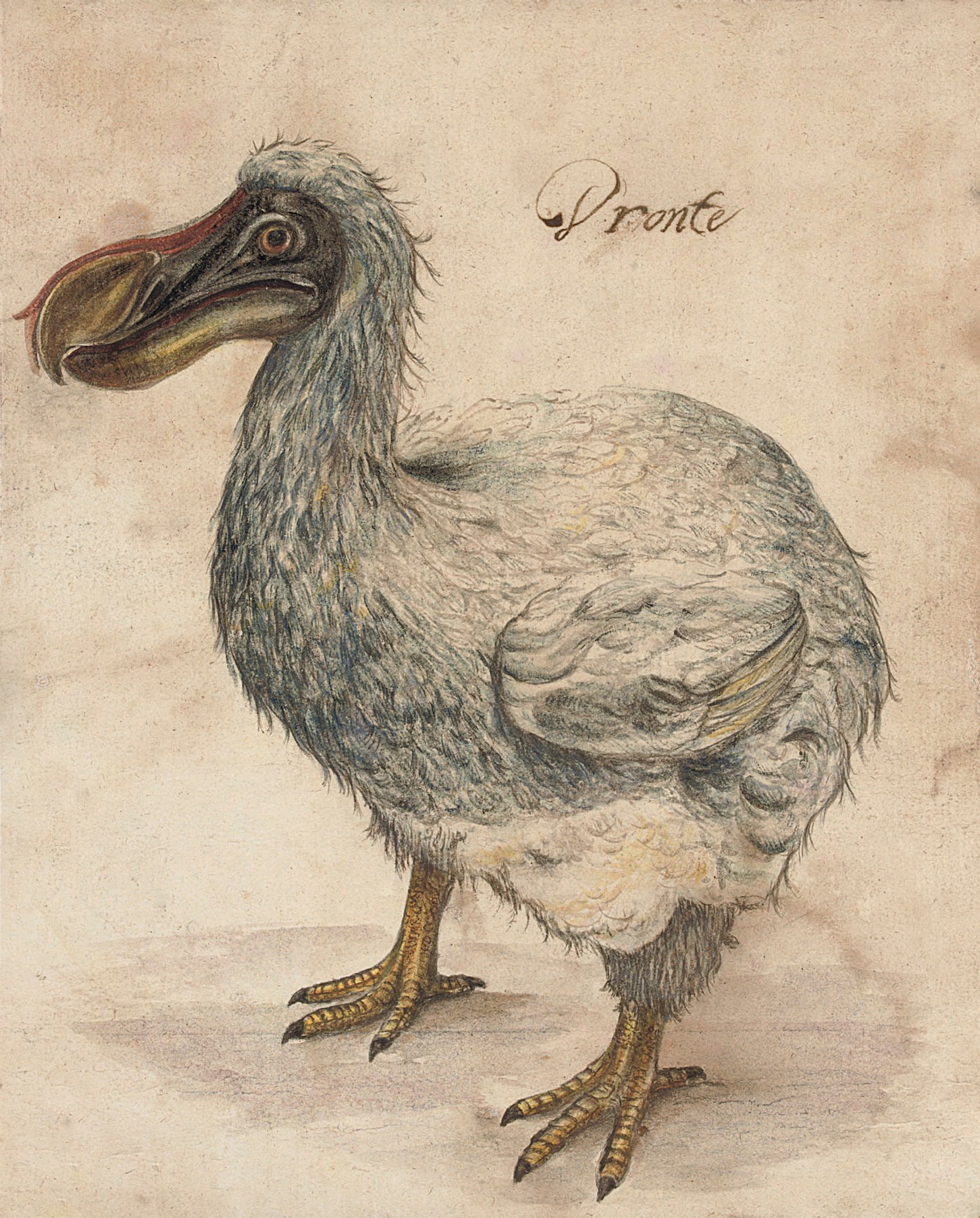
Le dodo est le symbole de l'équipe de Maurice
Emblème de la fédération
Drapeau de Maurice

L'équipe évolue depuis ses débuts en maillot blanc, short rouge et bas rouge à domicile. La tenue extérieure est entièrement rouge. L'équipementier de la sélection est dans les années 1990-2000 l'entreprise mauricienne Allsport. L'équipe évolue lors des Jeux des îles de l'océan Indien 2011 en tenue Adidas comme l'ensemble de la délégation mauricienne.
Elle porte à ses débuts sur son maillot les armoiries de Maurice qui comprennent sur la gauche du blason un dodo, surnom donné à l'équipe nationale. Les dernières tenues portées par la sélection ne font apparaître que le drapeau du pays sur le maillot des joueurs.

## Composition de l'équipe de Maurice

### Joueurs

#### Provenance des joueurs

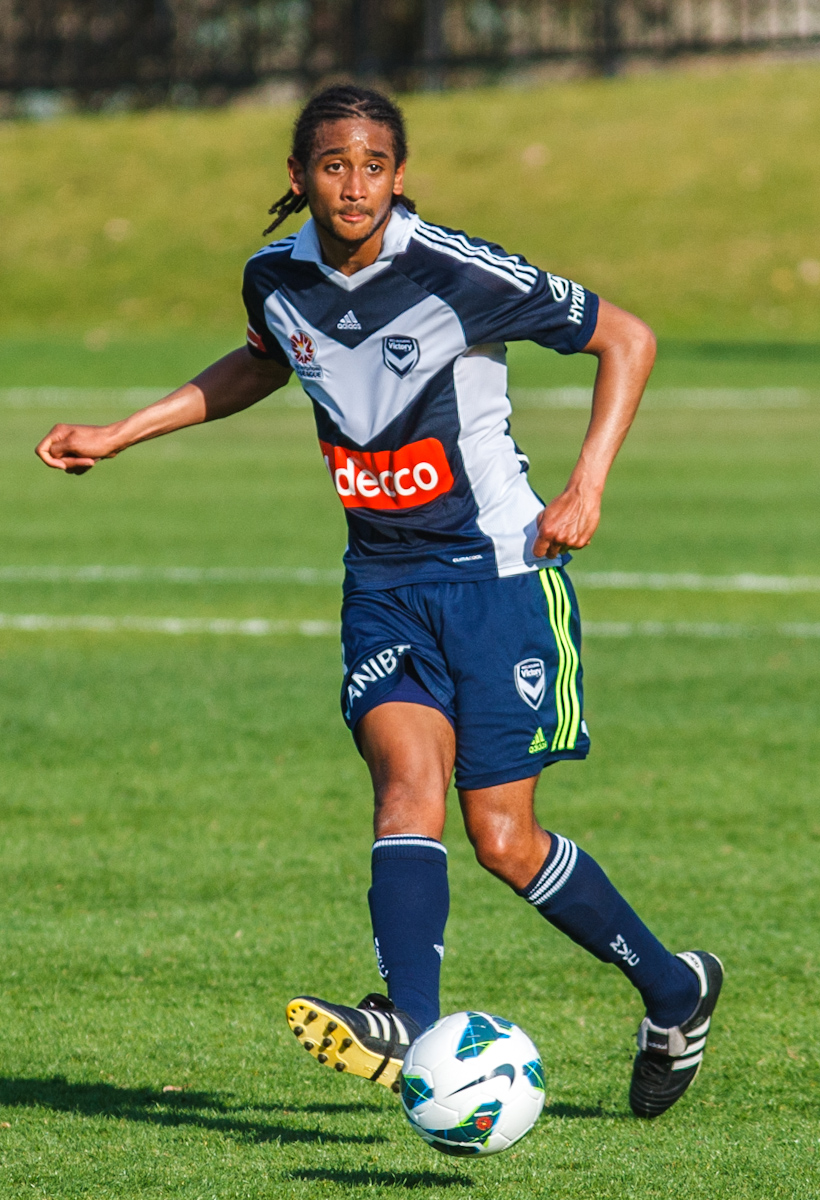
Jonathan Bru, ici sous les couleurs de Melbourne Victory en 2012, est un des rares footballeurs mauriciens évoluant à l'étranger.

Depuis la mise en place de l'équipe nationale, quasiment tous les joueurs appelés évoluent au sein du championnat mauricien ou du championnat voisin de l'Ile de La Réunion. L'équipe est depuis ses débuts multiculturelle et comprend des joueurs venant de l'ensemble des communautés de l'île Maurice malgré les difficultés relationnelles existantes entre celles-ci,. Ces tensions culminent, le 23 mai 1999, lors du match opposant la Fire Brigade SC au Scouts Club. Des émeutes, provoquant sept morts et de nombreuses destructions, se déroulent à la fin de la rencontre. Elles entraînent la fin du système des équipes de club reposant sur des bases ethniques ou religieuses et la suspension de toutes les compétitions de club pendant un an.
L'apport de joueurs professionnels évoluant à l'étranger reste rare, les derniers appelés en sélection sont les frères Jonathan et Kévin Bru. Les plus connus de ces expatriés sont, dans les années 2000, Jacques-Désiré Périatambée, évoluant dans le championnat de France et Jean-Sébastien Bax et Jean-Marc Ithier, professionnels en Afrique du Sud.

#### Joueurs importants
L'attaquant Dany Imbert, de taille moyenne mais rapide et bon dribbleur, inscrit deux buts lors des phases finales de la CAN 1974. Il compte une quarantaine de sélections avec l'équipe nationale et met un terme à sa carrière en 1983.
Le gardien de but Désiré L'Enclume est le héros de la victoire mauricienne aux Jeux des îles de l'océan Indien 1985. Il remporte également avec l'équipe nationale la médaille de bronze aux jeux de 1979, il devient ensuite sélectionneur de l'équipe nationale.
Jimmy Cundasamy est le joueur le plus capé de l'histoire du « Club M » avec 65 sélections pour deux buts inscrits. Évoluant au milieu de terrain, il fait l'essentiel de sa carrière dans le championnat de La Réunion. Appelé pour la première fois en sélection en 1998, il inscrit le premier but des Mauriciens en finale des Jeux des îles de l'océan Indien 2003, il dispute également les jeux 2007 et 2011. L'attaquant Jean-Marc Ithier marque le but décisif lors de la victoire aux Jeux des îles de l'océan Indien 2003. Il fait l'essentiel de sa carrière dans le club sud-africain de Santos Cape Town dont il est le meilleur buteur de tous les temps. Retraité de l'équipe nationale en 2000, il revient en 2003 à l'occasion des Jeux des îles. Autre attaquant ayant remporté les Jeux des îles 2003, Kersley Appou est le meilleur buteur de la sélection avec dix buts inscrits en vingt-cinq sélections. Rappelé en équipe nationale pour les éliminatoires de la Coupe d'Afrique 2015, il bat, lors de son entrée en jeu face à la Mauritanie, le 12 avril 2014, le record de l'international le plus âgé d'une sélection africaine, détenu jusqu'alors par le Camerounais Roger Milla.

#### Appelés récemment
Les joueurs suivants ne font pas partie du dernier groupe appelé mais ont été retenus en équipe nationale lors des 12 derniers mois.
| Pos. | Nom | Date de Naissance | Sél. | Buts | Club (au moment de leur dernière convocation) | Dernier appel |
| ---- | --- | ----------------- | ---- | ---- | --------------------------------------------- | ------------- |

### Sélectionneurs
Plus de vingt sélectionneurs se sont succédé à la tête de l'équipe de Maurice depuis ses débuts internationaux. Le Mauricien Mohammad Anwar Elahee, plus connu sous le nom de Mamade Elahee, est le sélectionneur ayant passé le plus de temps à la tête de l'équipe nationale : il la dirige en 1964, puis de 1970 à 1988 (soit à temps complet, soit comme co-sélectionneur) et enfin de 1994 à 1996. Il est considéré comme le plus grand entraîneur de l'histoire de Maurice,.
| Période   | Nom                                     |
| --------- | --------------------------------------- |
| 1957-1959 | Harry Brophy                            |
| 1959-1963 | Joseph Leroy                            |
| 1964      | Mohammad Anwar Elahee                   |
| 1964-1965 | Danny McLennan                          |
| 1970-1984 | Mohammad Anwar Elahee                   |
| 1984      | Danny McLennan et Mohammad Anwar Elahee |
| 1985-1986 | Helmut Kosmehl et Mohammad Anwar Elahee |
| 1986-1988 | Mohammad Anwar Elahee                   |
| 1989      | Hervé Revelli                           |
| 1989-1992 | François Blaquart                       |

| Période   | Nom                                                |
| --------- | -------------------------------------------------- |
| 1993      | Rudi Gutendorf                                     |
| 1994-1996 | Mohammad Anwar Elahee                              |
| 1996      | Akbar Patel, Govind Thondoo et Sarjoo Gowreesunkur |
| 1997      | Rudi Gutendorf                                     |
| 1998      | Ashok Chundunsing                                  |
| 1998-2002 | Rajen Dorasami et France L'Aiguille                |
| 2002-2003 | Patrick Parizon                                    |
| 2003      | Akbar Patel et Désiré L'Enclume                    |
| 2004-2005 | Elvis Antoine et Rajesh Gunesh                     |
| 2005      | Rajesh Gunesh                                      |

| Période                  | Nom                                 |
| ------------------------ | ----------------------------------- |
| 2006                     | Rajen Dorasami et France L'Aiguille |
| 2006-2007                | Sarjoo Gowreesunkur                 |
| 2007                     | Akbar Patel                         |
| 2007-2008                | Ashok Chundunsing                   |
| 2008-2009                | Benjamin Théodore                   |
| 2009-2015                | Akbar Patel                         |
| 2015                     | Didier Six                          |
| 2015-Mar 2016            | Alain Happe                         |
| 2016-Juil 2017           | Joe Tshupula                        |
| Juil 2017-oct 2018       | Joaquim Francisco Filho             |
| oct 2018-fev 2020        | Akbar Patel                         |
| fev 2020                 | Boualem Mankour                     |
| fev 2022-avr 2023        | Tony François                       |
| 20 avril 2023-9 mai 2024 | Fidy Rasoanaivo                     |
| depuis le 9 mai 2024     | Guillaume Moullec                   |

La sélection mauricienne est, à ses débuts, dirigée par le comité des sports de Curepipe et entrainée par le Mauricien Serge Henry. Celui-ci dirige ainsi l'équipe lors du Tournoi triangulaire de 1951 ainsi que lors de la tournée de l'équipe du Natal en 1955.
Le premier sélectionneur engagé par la Mauritius Sport Association est l'Anglais Harry Brophy qui dirigeait auparavant la sélection australienne. Le Mauricien Joseph Leroy lui succède avec comme adjoint l'ancien international mauricien Mohammad Anwar Elahee. Celui-ci prend en main l'équipe nationale en 1964, puis en 1970 et parvient à la qualifier pour la Coupe d'Afrique des nations 1974. Premier sélectionneur rémunéré par la fédération pour occuper exclusivement ce poste, il devient ensuite sélectionneur à temps partiel et assiste les différents entraîneurs étrangers engagés par la fédération, notamment l'Allemand Helmut Kosmehl. Ce duo remporte le premier titre de Maurice en 1985, la médaille d'or des Jeux des îles de l'océan Indien.
Après un court passage de l'entraîneur et ancien international français Hervé Revelli en 1989, un autre Français, François Blaquart, occupe le poste de sélectionneur de l'équipe pendant deux ans, tout en devenant le premier directeur technique national du football mauricien. Il cède sa place au technicien allemand Rudi Gutendorf, qui dirige l'équipe lors des éliminatoires de la Coupe d'Afrique des nations 1994. Sous ses ordres, la sélection tient en échec l'Afrique du Sud sur son terrain sur un score vierge. Après le retour de Mohammad Anwar Elahee pendant deux ans, le « Club M » connaît une période d'instabilité. Un trio d'entraîneurs locaux composé d'Akbar Patel, Govind Thondoo et Sarjoo Gowreesunkur dirige la sélection en 1996, puis, après le retour de Rudi Gutendorf en 1997, un autre entraîneur local, Ashok Chundunsing, prend en charge l'équipe jusqu'en 1998. Il perd sa place à la suite de quatre défaites aux Jeux des îles de l'océan Indien 1998.
Sous la direction du duo de techniciens mauriciens Rajen Dorasami et France L'Aiguille, l'équipe réalise en 1998-1999 un bon parcours dans les éliminatoires de la CAN 2000, échouant à quatre points du deuxième qualifié, l'équipe du Gabon. Les deux techniciens deviennent, en 2002, les adjoints de l'entraîneur français Patrick Parizon engagé pour une durée de deux ans. Son expérience à la tête du « Club M » prend fin après une lourde défaite face à l'Égypte sur le score de sept buts à zéro. Ses deux adjoints démissionnent, reprochant au technicien français la tactique utilisée lors de la rencontre, et Patrick Parizon est alors remercié par la fédération.
Un nouveau duo de techniciens mauriciens est désigné pour lui succéder : Akbar Patel, entraîneur des espoirs et déjà sélectionneur en 1996, et l'ancien gardien de but international Désiré L'Enclume. Sous leurs ordres, les « Dodos » remportent la médaille d'or des Jeux des îles de l'océan Indien 2003. L'année suivante, ils sont remplacés par un autre duo d'entraîneurs mauriciens composé d'Elvis Antoine et Rajesh Gunesh. Après le départ en février 2005 d'Elvis Antoine, Rajesh Gunesh reste seul aux commandes de la sélection jusqu'en septembre où il est limogé par la fédération. Rajen Dorasami et France L'Aiguille sont alors de nouveau nommés à la tête de la sélection avec pour objectif la défense du titre obtenu dans les Jeux des îles de l'océan Indien,. Leur action à la tête de la sélection ne dure que quelques mois. Après deux défaites en COSAFA Cup face à l'Angola et au Mozambique, ils sont remplacés par l'ancien défenseur international mauricien Sarjoo Gowreesunkur qui fait son retour à la tête du « Club M ». Après une quatrième place aux Jeux des îles de l'océan Indien 2007, il démissionne et Akbar Patel est rappelé pour diriger l'équipe lors d'une rencontre des éliminatoires de la CAN 2008.
La fédération décide alors de rappeler à la tête du « Club M » Ashok Chundunsing en septembre 2007. Sous ses ordres, l'équipe n'obtient que deux matchs nuls en douze rencontres et subit une lourde défaite sept à un face aux Seychelles. Il est démis de son poste en septembre 2008, en raison d'une suspension de cinq matchs dans les compétitions gérées par la Confédération africaine de football, à cause de son comportement lors du match perdu un à zéro face au Cap-Vert,. Benjamin Théodore assure alors l'intérim avant le retour au poste de sélectionneur d'Akbar Patel.
En janvier 2015, le Français Didier Six, ancien international et sélectionneur du Togo de 2011 à 2013, signe un contrat de sept mois renouvelable en cas de victoire aux Jeux des îles de l'océan Indien 2015. Exclu de la Coupe COSAFA à la suite de mouvements d'humeur auprès des arbitres, il démissionne, en mai, de son poste de sélectionneur. Il est remplacé à ce poste par un autre Français, Alain Happe, qui a été longtemps l'adjoint de Didier Six. Il est assisté par le Belge Joe Tshupula, ancien entraîneur du Cercle de Joachim. Joe Tshupula devient par la suite seul entraîneur du Club M.
Après avoir été nommée en juillet 2017, le technicien brésilien Joaquim Francisco Filho est remplacé le 26 octobre 2018 par l'ancien sélectionneur Akbar Patel.

## Infrastructures

### Stade George-V
Le Stade George-V est l'enceinte principalement utilisée pour accueillir les rencontres internationales du « Club M ». D'une capacité de 6 200 places, il est situé à Curepipe, deuxième plus grande ville de l'île derrière la capitale mauricienne Port-Louis. Sa construction est décidée en 1954 par la Mauritius Sport Association sur le terrain du stade Barry loué par le conseil municipal de Curepipe et il a été inauguré un an après, en 1955. Dès l'année suivante, le stade fait l'objet de travaux de sécurisation à la suite d'incidents entre supporteurs de clubs mauriciens. L'enceinte est fermée pendant un an et une clôture est construite pour séparer spectateurs et joueurs.
En plus des matchs de l'équipe nationale, il abrite les rencontres à domicile de deux clubs de première division mauricienne : Curepipe Starlight SC et l'AS de Vacoas-Phoenix. Le stade est reconstruit et modernisé pour les Jeux des îles de l'Océan Indien et inauguré le 9 septembre 2003. Le stade porte le nom de George V, roi d'Angleterre de 1910 à 1936. Il est, depuis 2012, également appelé Ram Ruhee National Stadium en mémoire du fondateur du comité olympique mauricien mort en 2008,.

### Stade Anjalay
Le Stade Anjalay est le plus grand stade de l'île, puisqu'il peut accueillir près de 18 000 spectateurs. Paradoxalement, il est très peu utilisé par la sélection nationale et ne sert que d'enceinte domestique pour quatre clubs mauriciens : Pamplemousses SC, Arsenal Wanderers, l'AS Port-Louis 2000 et l'AS Rivière du Rempart. Tout comme le stade George-V, il a été entièrement rénové à l'occasion des Jeux des îles de l'océan Indien en 2003. Il est situé à Belle-Vue, dans le district de Pamplemousses, dans le nord de l'île.

## Résultats

### Palmarès
Le tableau suivant résume le palmarès de la sélection mauricienne en compétitions officielles. Il se compose de deux titres, obtenus lors du tournoi de football des Jeux des îles de l'océan Indien, en 1985 et 2003.
| Compétitions régionales |
| --- |
| - Tournoi triangulaire de l’Océan Indien : - Vainqueur : 1947, 1948, 1949, 1950, 1951, 1952, 1953, 1954, 1956, 1957 - Jeux des îles de l'océan Indien (8 participations) : - Vainqueur : 1985, 2003 - Finaliste : 1990, 2011, 2019 - 3e place : 1979, 1993, 2015 |

### Parcours en Coupe du monde
La sélection mauricienne dispute le 10 décembre 1972 face au Kenya sa première rencontre de qualification à une Coupe du monde. Engagée à six reprises dans les éliminatoires de la compétition, elle ne s'est jamais qualifiée à une phase finale de la compétition.
| Année | Position     |      | Année         | Position |                        | Année | Position |
| 1930  | Non inscrite | 1974 | Non qualifiée | 2010     | Non qualifiée          |       |          |
| 1934  | Non inscrite | 1978 | Non inscrite  | 2014     | Forfait                |       |          |
| 1938  | Non inscrite | 1982 | Non inscrite  | 2018     | Non qualifiée          |       |          |
| 1950  | Non inscrite | 1986 | Non qualifiée | 2022     | Non qualifiée          |       |          |
| 1954  | Non inscrite | 1990 | Non inscrite  | 2026     | Éliminatoires en cours |       |          |
| 1958  | Non inscrite | 1994 | Non inscrite  | 2030     | À venir                |       |          |
| 1962  | Non inscrite | 1998 | Non qualifiée | 2034     | À venir                |       |          |
| 1966  | Non inscrite | 2002 | Non qualifiée |          |                        |       |          |
| 1970  | Non inscrite | 2006 | Non qualifiée |          |                        |       |          |

### Parcours en Coupe d'Afrique des nations
Depuis ses débuts dans la compétition continentale en 1968, Maurice s'est engagé dans 21 phases de qualification. En 1974, elle atteint la phase finale de la Coupe d'Afrique des nations, c'est sa seule participation à ce niveau de la compétition.
| Année | Position          |      | Année             | Position |                   | Année   | Position |
| 1957  | Non inscrite      | 1982 | Tour préliminaire | 2006     | Tour préliminaire |         |          |
| 1959  | Non inscrite      | 1984 | Tour préliminaire | 2008     | Tour préliminaire |         |          |
| 1962  | Non inscrite      | 1986 | Tour préliminaire | 2010     | Tour préliminaire |         |          |
| 1963  | Non inscrite      | 1988 | Forfait           | 2012     | Tour préliminaire |         |          |
| 1965  | Non inscrite      | 1990 | Tour préliminaire | 2013     | Non inscrite      |         |          |
| 1968  | Tour préliminaire | 1992 | Forfait           | 2015     | Tour préliminaire |         |          |
| 1970  | Tour préliminaire | 1994 | Tour préliminaire | 2017     | Tour préliminaire |         |          |
| 1972  | Tour préliminaire | 1996 | Tour préliminaire | 2019     | Tour préliminaire |         |          |
| 1974  | 1er tour          | 1998 | Tour préliminaire | 2021     | Tour préliminaire |         |          |
| 1976  | Tour préliminaire | 2000 | Tour préliminaire | 2023     | Tour préliminaire |         |          |
| 1978  | Tour préliminaire | 2002 | Tour préliminaire | 2025     | À venir           |         |          |
| 1980  | Tour préliminaire | 2004 | Tour préliminaire |          | 2027              | À venir |          |

### Parcours en Coupe COSAFA
La Coupe COSAFA est une compétition régionale qui regroupe les sélections du sud de l'Afrique. Elle est créée en 1997, au moment de la réintégration de l'équipe d'Afrique du Sud dans le giron mondial. Organisée annuellement jusqu'en 2009, l'édition 2010 est annulée à la suite de l'attentat contre le bus de la sélection togolaise survenue durant la phase finale de la Coupe d'Afrique en Angola.
| Année | Position        | Année | Position        | Année | Position         |
| ----- | --------------- | ----- | --------------- | ----- | ---------------- |
| 2000  | Premier tour    | 2006  | Premier tour    | 2015  | Premier tour     |
| 2001  | Quart de finale | 2007  | Premier tour    | 2016  | Premier tour     |
| 2002  | Premier tour    | 2008  | Premier tour    | 2017  | Premier tour     |
| 2003  | Premier tour    | 2009  | Premier tour    | 2018  | Premier tour     |
| 2004  | Quart de finale | 2010  | Édition annulée | 2019  | Premier tour     |
| 2005  | Premier tour    | 2013  | Premier tour    | 2021  | Ne participe pas |
| 2022  | Premier tour    |       |                 |       |                  |

### Parcours en Championnat d'Afrique des nations
Le championnat d'Afrique des nations est organisée par la Confédération africaine de football tous les deux ans en alternance avec la Coupe d'Afrique des nations. Au contraire de la CAN, seuls les joueurs évoluant dans un club de leur pays peuvent y participer. La première édition de la compétition a eu lieu en 2009.
| Année | Position    | Année | Position          | Année | Position          |
| ----- | ----------- | ----- | ----------------- | ----- | ----------------- |
| 2009  | Forfait     | 2014  | Tour préliminaire | 2018  | Tour préliminaire |
| 2011  | Non inscrit | 2016  | Tour préliminaire |       |                   |

### Parcours aux Jeux des îles de l'océan Indien
La sélection mauricienne participe au tournoi de football des Jeux des îles de l'océan Indien depuis l'instauration des Jeux en 1979. Le « Club M » n'a raté le podium qu'à deux reprises en huit éditions, en 1998 et 2007. L'ensemble des autres résultats est  équilibré : deux victoires, lors des éditions 1985 et 2003, organisées par Maurice, trois finales perdues et trois places de troisième.
| Année | Position  | Année | Position    | Année | Position    |
| ----- | --------- | ----- | ----------- | ----- | ----------- |
| 1979  | Troisième | 1993  | Troisième   | 2007  | Demi-finale |
| 1985  | Vainqueur | 1998  | Demi-finale | 2011  | Finaliste   |
| 1990  | Finaliste | 2003  | Vainqueur   | 2015  | Troisième   |
| 2019  | Finaliste |       |             |       |             |

## Statistiques

### Nations rencontrées

Carte des équipes rencontrées par Maurice.
Nombre de matchs disputés contre l'équipe de Maurice de football :
Aucun match
Moins de cinq matchs
De cinq à neuf matchs
De dix à quatorze matchs
Au moins quinze matchs

Du fait de son très faible niveau (une seule participation à une phase finale de la Coupe d'Afrique des nations, aucune en Coupe du monde) et de son isolement dû à son insularité, la sélection mauricienne n'a, au cours de son histoire, rencontré que des sélections africaines, à cinq exceptions près. Le 12 octobre 1999, la sélection affronte l'équipe nationale de Hong Kong dans le Hong Kong Stadium, un match amical où elle s'incline quatre buts à trois. Le 4 août 2011, elle affronte les Maldives dans le cadre des Jeux des îles de l'océan Indien, match qui se conclut sur un score de parité, un but partout. Enfin, le 5 septembre 2013, elle rencontre le Qatar contre qui elle perd sur le score de trois buts à zéro. En août 2017, lors d'un tournoi disputé en Inde, elle rencontre l'Inde, défaite deux buts à un, et la première nation issue de la CONCACAF, Saint-Christophe-et-Niévès avec qui elle fait match nul un but partout.
Les Mauriciens sont régulièrement éliminés de façon prématurée des campagnes de qualifications pour les tournois continentaux et mondiaux et leur saison se résume souvent à une participation annuelle à la Coupe COSAFA ou aux Jeux des îles de l'océan Indien, organisés tous les quatre ans. Par conséquent, il est logique de retrouver des nations de la région dans les équipes les plus souvent affrontées dans l'histoire du football mauricien.
Madagascar et l'équipe de La Réunion arrivent en tête avec près de quarante matchs disputés contre les « Dodos ». Ces trois équipes ont disputé plusieurs tournois annuels ensemble : le tournoi triangulaire entre 1947 et 1962, les Jeux des îles de l'Océan indien et de nombreux matchs amicaux, signe des liens forts qui existent entre les trois îles. Une autre formation voisine figure également parmi les sélections régulièrement affrontées, il s'agit des Seychelles. Malgré la disparition de la Coupe COSAFA, cette tendance va se maintenir à l'avenir puisque les éliminatoires du CHAN se déroulent par secteurs géographiques.
Viennent ensuite d'autres équipes du sud-ouest africain, à savoir le Lesotho, la Tanzanie, l'Afrique du Sud et la Zambie, qui ont joué plus de dix matchs face aux Mauriciens depuis 1947.
En termes de résultats, Maurice n'a jamais réussi de grosses performances contre les grandes nations africaines. Elle n'a remporté qu'un seul match face aux « Bafana Bafana » sud-africains, lors de la Coupe COSAFA 2004 et présente un bilan médiocre contre de prestigieuses formations comme le Cameroun, quatre défaites en quatre matchs, ou l'Égypte, cinq revers en cinq rencontres.

### Rivalités

#### Avec Madagascar
Avec près de quarante matchs disputés, Madagascar reste l'adversaire le plus fréquemment joué par la sélection mauricienne. Les deux équipes se sont régulièrement affrontées depuis 1947 et la première édition du tournoi triangulaire, organisé avec l'équipe de La Réunion. Lors du tournoi 1958, Maurice s'estime lésée par l'arbitrage lors de la finale face aux Malgaches. En 1963, la rencontre entre les deux pays s'arrête à la 54e minute à la suite de nouveaux incidents et, les Mauriciens refusent alors d'affronter de nouveau les Malgaches ce qui met fin à l'organisation du tournoi,. Les deux nations ne reprennent des relations sportives qu'en 1970 lors des éliminatoires pour la Coupe d'Afrique des nations 1972. Elles se sont depuis retrouvés à deux reprises dans des groupes de qualification de cette compétition en 1982 et 2004.
La Coupe COSAFA a également donné lieu à quatre duels entre « Dodos » et « Bareas », largement en faveur des seconds (trois victoires et une seule défaite) tout comme les Jeux des îles de l'océan Indien, qui les a vus s'affronter cinq fois, dont la finale de l'édition 1990 remportée par les Malgaches.

#### Avec La Réunion
Avec Maurice et Madagascar, l'équipe de La Réunion est le troisième participant du tournoi triangulaire, organisé entre 1947 et 1962. Les Réunionnais sont les premiers adversaires rencontrés par Maurice, en 1947 et le bilan reste largement positif pour le « Club M » : 19 victoires, 10 nuls et 6 défaites. La Réunion n'étant pas reconnue par la FIFA en tant qu'équipe indépendante, elle n'affronte les Mauriciens que lors de rencontres amicales (13 entre 1957 et 2012 dans lesquelles les Mauriciens sont invaincus) mais aussi à l'occasion des Jeux des îles de l'océan Indien, où elle a rencontré six fois Maurice : elle a gagné quatre rencontres, les deux défaites ayant eu lieu lors des finales de 1985 et 2003, organisées sur le sol mauricien. Les victoires mauriciennes provoquent à ces deux occasions une montée du patriotisme chez les supporteurs.

### Classements FIFA
Maurice a connu son meilleur classement FIFA en août 2000 en atteignant la 116e place. Leur plus mauvais classement est une 203e place en novembre 2012. Les rencontres disputées face à La Réunion et à Mayotte ne sont pas considérés comme des matchs internationaux officiels, les deux sélections dépendant de la Fédération française de football.
| Année                 | 1993 | 1994 | 1995 | 1996 | 1997 | 1998 | 1999 | 2000 | 2001 | 2002 | 2003 | 2004 | 2005 | 2006 | 2007 | 2008 | 2009 | 2010 | 2011 | 2012 | 2013 | 2014 | 2015 | 2016 | 2017 | 2018 |
| --------------------- | ---- | ---- | ---- | ---- | ---- | ---- | ---- | ---- | ---- | ---- | ---- | ---- | ---- | ---- | ---- | ---- | ---- | ---- | ---- | ---- | ---- | ---- | ---- | ---- | ---- | ---- |
| Classement mondial    | 133  | 146  | 154  | 150  | 151  | 148  | 118  | 118  | 124  | 126  | 123  | 140  | 143  | 138  | 158  | 170  | 181  | 191  | 194  | 202  | 177  | 190  | 174  | 145  | 159  | 156  |
| Classement en Afrique |      |      |      | 38   | 38   | 37   | 27   | 29   | 29   | 31   | 33   | 33   | 34   | 40   | 46   | 47   | 49   | 51   | 50   | 53   | 46   | 51   | 49   |      |      |      |

| Légende du classement mondial : Légende du classement africain : | - de 50 à 99 - de 1 à 15 | - de 100 à 149 - de 16 à 30 | - de 150 à 205 - de 30 à 53 |